# Cécile Ossbahr
Märta Cécile Ossbahr, gift Stenbock, född 14 oktober 1920 i Stockholm, död 27 december 2012, var en svensk skådespelare.

## Biografi
Ossbahr utbildades på Calle Flygares och Witzanskys teaterskolor. Hon tog även teaterlektioner för den stora skådespelerskan Gerda Lundequist.
Cécile Ossbahr filmdebuterade 1943 i Gösta Cederlunds Som du vill ha mej. Hon har medverkat i drygt 10 filmproduktioner och slog igenom med rollen som Greta Wallenius i filmen "Blåjackor" - en av 1940-talets största filmsuccéer. 
År 1947 medverkade Cécile Ossbahr i filmen "Två kvinnor" tillsammans med bland andra Eva Dahlbeck, Naima Wifstrand och Georg Rydeberg vilket blev hennes mest framgångsrika film. Under sin tid på Wivefilm arbetade hon inte bara som skådespelare utan också som filminköpare i bland annat Italien. Det var under den här tiden Cécile Ossbahr upptäckte filmerna med Marcello Mastroianni och fick Wivefilm att importera dessa och sätta upp dem på sina biografer.
Då filmen "Den tredje mannen" skulle lanseras i Sverige, flögs skådespelaren Trevor Howard in till Stockholmspremiären på China. Under den tid han var i Stockholm hade Cécile Ossbahr fått i uppdrag av filmbolaget Wivefilm att ta hand om honom. Detta gjorde hon så bra att Trevor Howard ville göra film med Ossbahr i London. Detta projekt blev tyvärr aldrig av då hennes svenska filmbolag inte ville lösa henne ifrån kontraktet.
På scen spelade hon bland annat Titania två gånger i "En midsommarnattsdröm" på Skansenteatern, operett mot Max Hansen på Stora Teatern i Göteborg samt otaliga turnéer runtom i Sverige för bland annat Programbolaget. Förutom att själv agera på scen, verkade Ossbahr också som regissör och regiassistent på bland annat Nya Teatern i Stockholm.
Under fyra minuter var Cécile Ossbahr en gång "Miss Italien" på Hotel Bristol Bernini tills hon råkade säga några svenska ord och man upptäckte att hon inte var italienska.
Cécile Ossbahr var gift grevinna Stenbock.
På senare år arbetade Cécile Ossbahr främst som föredragshållare, men höll även i kurser i operakunskap samt gav stepplektioner. Hon var även en mycket framgångsrik friidrottare på senare år, och tog flera guldmedaljer i diskuskast vid senior-SM. Vid 87 års ålder deltog hon även i Tjejmilen för sista gången (ett lopp hon deltog i vid många tillfällen).
Cécile Ossbahr avled i en ålder av 92 år den 27 december 2012. Hon är begravd på Solna kyrkogård.

## Filmografi
- 1943 – Som du vill ha mej
- 1945 – 13 stolar
- 1945 – Blåjackor
- 1946 – Djurgårdskvällar
- 1947 – Två kvinnor
- 1947 – Konsten att älska
- 1949 – Kvinnan som försvann
- 1950 – Min syster och jag
- 1952 – Kronans glada gossar
- 1963 – Den gula bilen
- 1966 – Nattlek
- 1997 – Ditt hus

## Teater

### Roller
| År   | Roll    | Produktion                                                 | Regi             | Teater      |
| ---- | ------- | ---------------------------------------------------------- | ---------------- | ----------- |
| 1946 |         | Kleptomani och gröna skogar Sune Bergström och Einar Molin | Bengt Ekerot     | Vasateatern |
| 1960 | Titania | En midsommarnattsdröm William Shakespeare                  | Sandro Malmquist | Riksteatern |